# The Thing with Feathers
The Thing with Feathers es el décimo sexto episodio de la primera temporada de la serie de televisión estadounidense de drama-sobrenatural Grimm. El guion principal del episodio fue escrito por Richar Hatem y la dirección general estuvo a cargo de Darnell Martin. 
El episodio se transmitió originalmente el 6 de abril del año 2012 por la cadena de televisión NBC. Mientras que en América Latina el episodio se estrenó el 14 de mayo del mismo año por el canal Unniversal Channel. En este episodio Nick trata de estabilizar su noviazgo con Juliette, el cual ha estado en peligro desde que la veterinaria quedó involucrada en el mundo Grimm. Para cumplir su cometido Nick viaja con su novia hasta una cabaña retirada de la ciudad pero sus deberes ancestrales vuelven a interponerse.

## Argumento
Nick está muy preocupado por pasar un retiro semanal con Juliette, ya que tiene planeado proponerle matrimonio a su novia de una vez por todas. Nick y Juliette deciden pasar su retiro romántico en una cabaña ubicada en las afueras de la ciudad. Al llegar a la cabaña Juliette no tarda en notar que en la granja de situada del otro lado de la cabaña vive una mujer que sufre de violencia doméstica. Por petición de Juliette, Nick investiga un poco el caso y en su lugar descubre con sus poderes que el esposo del matrimonio es un wesen.     
Nick le pregunta en secreto y por teléfono a Monroe si conoce algún Wesen con la forma de un gato, a lo que el Blutbad le responde que cree que es un Klaustreich, un wesen parecido un gato con mucha popularidad entre el público femenino. Dado que no puede hacer nada sin dejar a Juliette testigo de su secreto, Nick llama al sheriff del lugar para que investigue el caso. No obstante lo que Nick no sabe es que el propio Sheriff es consciente de los tratos que sufre la mujer wesen y presencia como el Klaustreich obliga a su esposa a comer una bebida nutritiva (hecha con lácteos y lombrices) por la fuerza. 
Al día siguiente mientras salen de compras, Juliette se presenta con la mujer maltratada quien responde al nombre de Robin. La veterinaria a espaldas del abusivo esposo, le entrega a Robin la tarjeta de Nick, pidiéndole que la llame en caso de que esté en problemas. Robin acepta y al poco tiempo busca a Gary, un empleado del supermercado con quien tiene planeado un plan para escapar del lugar. Gary le dice a Robin que la vea en la carretera que sale del lugar a las 18:00. El klaustreich nota la conversación que tiene su esposa con Gary y comienza a tener severas sospechas. Por otra parte Nick ve con sus poderes la forma Wesen de Robin, la cual recuerda a la de un pájaro con plumas de color dorado.
Mientras en tanto en Oregon, Hank continua obsesionado con Adalind hasta tal grado que llega a espiar a la abogada, e incluso amenaza a punta de pistola a Peter, el novio de Adalind en un arranque de celos. Estas acciones llaman la atención de Renard quien luego de revelar que contrato a Peter para poner a Hank celoso, le ordena inmediatamente a Adalind comenzar a "corresponder" al amor del detective.
De regreso en Whisperin Pines, Nick vuelve a llamar a Monroe para reconocer la especie a la que pertenece Robin. Con ayuda de los libros en la tienda de Rosalee, Nick descubre que Robin es una Seltenvogel, una especie wesen casi extinta y muy anhelada por tener la cualidad de producir una especie de huevo de oro en su garganta, llamado Ubezahlbar. Monroe señala que si el Wesen consigue el huevo de oro, casi instantáneamente se deshará de Robin. Cuando la hora del escape de Robin llega, su esposo Tim finge salir para ayuda a un amigo, pero solo va a la carretera que sale del lugar y mata de manera brutal a Gary. Al poco tiempo, Robin llega a la escena, Tim atrapa a su esposa y la lleva para alimentarla nuevamente. Nick llega a la escena tarde y tras informar del homicidio de Gary, se dirige a la casa del matrimonio para rescatar a Robin, justo antes de que Tim le arranque el Ubezahlbar.
Nick y Robin tratan de escapar de Tim en el bosque, pero Robin cae al suelo asfixiándose por culpa del Ubezahlbar. Sin más elección que extirparle la piedra para salvarle la vida, Nick realiza la peligrosa hazaña siguiendo las instrucciones de Rosalee y Monroe con una videollamada, consiguiendo salvar a Robin. En ese momento llegan Tim y el Sheriff Muson quienes solo quieren la piedra e incluso sobornan a Nick con una parte de las ganancias, pero Nick se niega y justo cuando ambos criminales se disponían a matarlo, aparece Juliette armada con arma para salvar a Nick y a Robin. Tim aprovecha el tiroteo para escapar pero es atrapado por Nick y pierde el ubezahlbar cuando la piedra se parte en pedazos.
Ya de regreso a su hogar, Nick se disculpa por Juliette por haber perdido su retiro romántico por su trabajo y le propone matrimonio. Juliette queda encantada pero rechaza la propuesta, alegando que no ha dejado de amarlo pero que se siente relegada por un secreto que sabe que le está ocultando y le advierte que hasta que se lo confiese no tiene planeado aceptar casarse con el.

## Elenco
- David Giuntoli como Nick Burkhardt.
- Russell Hornsby como Hank Griffin.
- Bitsie Tulloch como Juliette Silverton.
- Silas Weir Mitchell como Eddie Monroe.
- Sasha Roiz como el capitán Renard.
- Reggie Lee como el sargento Wu.

## Producción
La actriz Bree Turner fue acreditada en este episodio como estrella invitada en vez de coestrella. 
Azura Skye quien interpreta a Robin, la Steinkellner ya había trabajado anteriormente con David Grennwalt en la serie de televisión Buffy, la cazavampiros donde interpretó al enigmático personaje Cassie Newton.

### Continuidad
- La relación entre Nick y Juliette parece enfriarse todavía más, mientras que la obsesión de Hank por Adalind ha dado frutos.
- Por otra parte Rosalee y Monroe se vuelven más cercanos.
- Nick por fin se le propone a Juliette, pero esta rechaza la oferta aduciendo que sabe que su novio le oculta algo y que sucedió desde la llegada de la tía Marie (Pilot).
- Wu sigue mostrando efectos secundarios de su infección por la Zaubertrank, esta vez comiéndose un sujetapapeles (Island of Dreams).

## Recepción
En el día de su transmisión original en los Estados Unidos por la NBC, el episodio fue visto por un total de 4.4500.000 de telespectadores.